# Liste der Biografien/Fec
Liste der Biografien |
Portal Biografien |
Personensuche
# |
A |
B |
C |
D |
E |
F |
G |
H |
I |
J |
K |
L |
M |
N |
O |
P |
Q |
R |
S |
T |
U |
V |
W |
X |
Y |
Z |
?
 
Fa |
Fe |
Ff |
Fh |
Fi |
Fj |
Fk |
Fl |
Fm |
Fn |
Fo |
Fr |
Ft |
Fu |
Fy
 
Fea |
Feb |
Fec |
Fed |
Fee |
Fef |
Feg |
Feh |
Fei |
Fej |
Fek |
Fel |
Fem |
Fen |
Feo |
Fer |
Fes |
Fet |
Feu |
Fev |
Few |
Fey |
Fez
Die Liste der Biografien führt alle Personen auf, die in der deutschsprachigen Wikipedia einen Artikel haben. Dieses ist eine Teilliste mit 97 Einträgen von Personen, deren Namen mit den Buchstaben „Fec“ beginnt.

## Fec

### Fecc
- Fecchi, Ettore (1911–1972), italienischer Filmjournalist, -produzent und -regisseur
- Fecchi, Massimo (* 1946), italienischer Comiczeichner
- Fecchino, Pierre (1907–1987), französischer Fußballspieler

### Fech
- Fech, Laetitia (* 1957), deutsche Ordensgeistliche, Äbtissin von Waldsassen
- Fechenbach, Felix (1894–1933), deutscher politischer Journalist und DichterFelix Fechenbach (1894–1933)

Felix Fechenbach (1894–1933)

- Fechenbach, Georg Karl von (1749–1808), Fürstbischof von Würzburg
- Fechenbach, Hermann (1897–1986), deutsch-britischer Grafiker
- Fechenbach, Karl Konstantin von (1836–1907), Publizist und Politiker
- Fecher, Anna-Katharina (* 1988), deutsche Schauspielerin
- Fecher, Friedrich (1904–1986), deutscher Ingenieur
- Fecher, Hans (* 1930), deutscher Ökonom
- Fechheimer, Hedwig (1871–1942), deutsche Kunsthistorikerin und Ägyptologin
- Fechhelm, Carl Friedrich (1723–1785), deutscher Maler und Bühnenbildner
- Fechhelm, Carl Traugott (1748–1819), deutscher Landschafts- und Vedutenmaler, Freskant und Bühnenbildner
- Fechhelm, Christian Gottlieb (1732–1816), deutscher Porträt- und Historienmaler
- Fechhelm, Johann Friedrich (1746–1794), deutscher Maler
- Fechino, Mónica (* 1967), argentinische Windsurferin
- Fechner, Alexander (* 1977), deutscher Comiczeichner, Designer und Illustrator
- Fechner, Amrei (* 1946), deutsche Autorin, Illustratorin von Kinder- und Bilderbüchern und Malerin
- Fechner, Anna-Sophie (* 1988), deutsche Fußballspielerin
- Fechner, Birgit (* 1965), deutsche Politikerin (DVU), MdL
- Fechner, Bruno (* 1987), deutscher Automobilrennfahrer
- Fechner, Carl-A. (* 1953), deutscher Journalist, Filmemacher und Produzent
- Fechner, Christel (* 1964), belgische Schwimmerin
- Fechner, Christian (1944–2008), französischer Film- und Musikproduzent
- Fechner, Cilla (* 1857), deutsche Schriftstellerin
- Fechner, Clara (1809–1900), deutsche Schriftstellerin
- Fechner, Dieter (1936–2021), deutscher Autor von Lokalgeschichte
- Fechner, Eberhard (1926–1992), deutscher Schauspieler und Regisseur (Dokumentarfilmer)
- Fechner, Eduard Clemens (1799–1861), deutscher Maler und Graphiker
- Fechner, Erich (1903–1991), deutscher Rechtswissenschaftler und Soziologe
- Fechner, Frank (* 1958), deutscher Rechtswissenschaftler und Hochschullehrer
- Fechner, Friedrich (1902–1964), deutscher Jurist und Richter am Bundessozialgericht
- Fechner, Fritz-Ernst (1921–2005), deutscher Schauspieler und Hörspielregisseur
- Fechner, Gino (* 1997), deutscher Fußballspieler
- Fechner, Gisela (1926–2016), deutsche Politikerin (SPD), MdA
- Fechner, Gustav Theodor (1801–1887), deutscher Physiker und Philosoph
- Fechner, Hanns (1860–1931), deutscher Maler, Grafiker und Schriftsteller
- Fechner, Harry (* 1950), deutscher Fußballspieler
- Fechner, Helmut (1935–2017), deutscher Politiker (SPD), MdA
- Fechner, Herbert (1913–1998), deutscher Politiker (SED), MdV
- Fechner, Horst A. (1935–1996), deutscher Schauspieler
- Fechner, Johannes (* 1972), deutscher Politiker (SPD), MdBJohannes Fechner (* 1972)

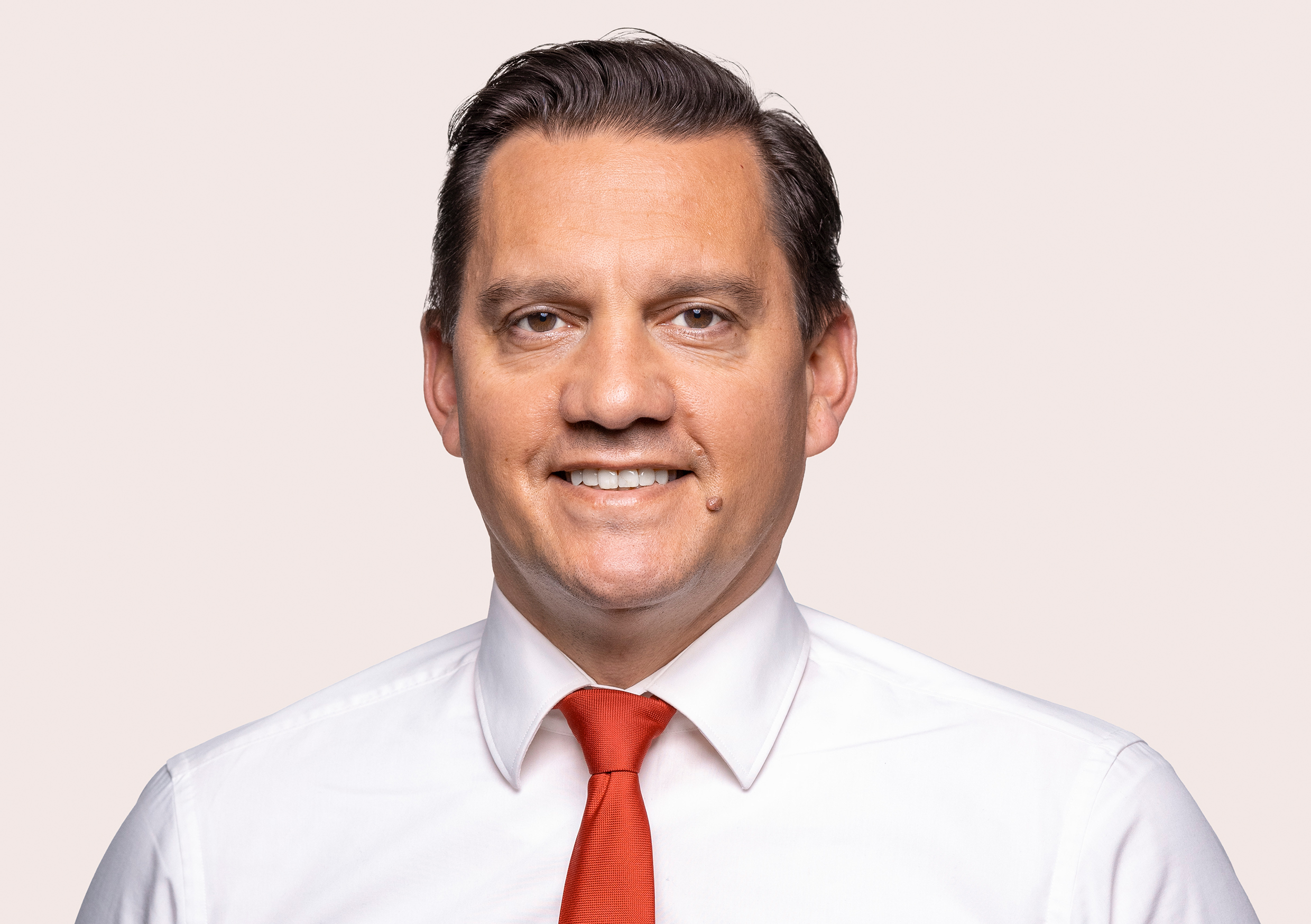
Johannes Fechner (* 1972)

- Fechner, Jörg-Ulrich (* 1939), deutscher Germanist
- Fechner, Kurt Benno (1896–1985), österreichischer Offizier
- Fechner, Margarete (1899–1983), deutsche Politikerin (SPD), Mitglied der Stadtverordnetenversammlung von Groß-Berlin
- Fechner, Marija Wassiljewna (1909–1996), sowjetisch-russische Mittelalterhistorikerin
- Fechner, Max (1892–1973), deutscher Politiker (SPD, USPD, SED), MdL, MdV, Minister für Justiz der DDR
- Fechner, Paul (1894–1973), deutscher Politiker (SPD)
- Fechner, Sven (* 1971), deutscher Schauspieler und Synchronsprecher
- Fechner, Walter (1878–1962), deutscher Kaufmann und Mitglied des Provinziallandtages der Provinz Hessen-Nassau
- Fechner, Werner (1892–1973), deutscher Maler und Radierer
- Fechner, Wilhelm (1835–1909), deutscher Porträt- und Genremaler sowie Fotograf
- Féchoz, Cathy (* 1969), französische Freestyle-Skisportlerin
- Fecht, Gerhard (1922–2006), deutscher Ägyptologe
- Fecht, Gustave (1768–1828), Brieffreundin von Johann Peter Hebel
- Fecht, Hans-Jörg (* 1957), deutscher Werkstoffwissenschaftler
- Fecht, Hans-Peter (* 1949), deutscher Fußballspieler
- Fecht, Hermann (1878–1959), deutscher Verleger
- Fecht, Hermann (1880–1952), deutscher Jurist, Verwaltungsbeamter und Politiker (BCSV, CDU), (süd-)badischer Staatsminister
- Fecht, Johannes (1636–1716), deutscher lutherischer Theologe
- Fecht, Karl Gustav (1813–1891), deutscher evangelischer Geistlicher, Gymnasiallehrer und Regionalhistoriker in Baden
- Fecht, Nadine (* 1976), deutsche postkonzeptuelle Künstlerin
- Fecht, Özay (* 1953), deutsche Schauspielerin und Jazzsängerin
- Fecht, Tom (* 1952), deutscher Verleger, Autor und Künstler
- Fecht, Uwe (1959–2017), deutscher Fußballspieler und -trainer
- Fechteler, William (1896–1967), US-amerikanischer Admiral
- Fechter, Charles Albert (1824–1879), französisch-englischer Schauspieler
- Fechter, Daniel Albert (1805–1876), Schweizer Pädagoge und Historiker
- Fechter, Ernst (1924–1998), deutscher Maler und Grafiker und Hochschullehrer
- Fechter, Hans (1885–1955), deutscher Admiral
- Fechter, Johann Jacob (1717–1797), Schweizer Bauingenieur, Baumeister und Geodät des Barock und Rokoko
- Fechter, Paul (1880–1958), deutscher Theaterkritiker, Redakteur und Schriftsteller
- Fechter, Peter (1944–1962), deutsches Todesopfer der Berliner MauerPeter Fechter (1944–1962)

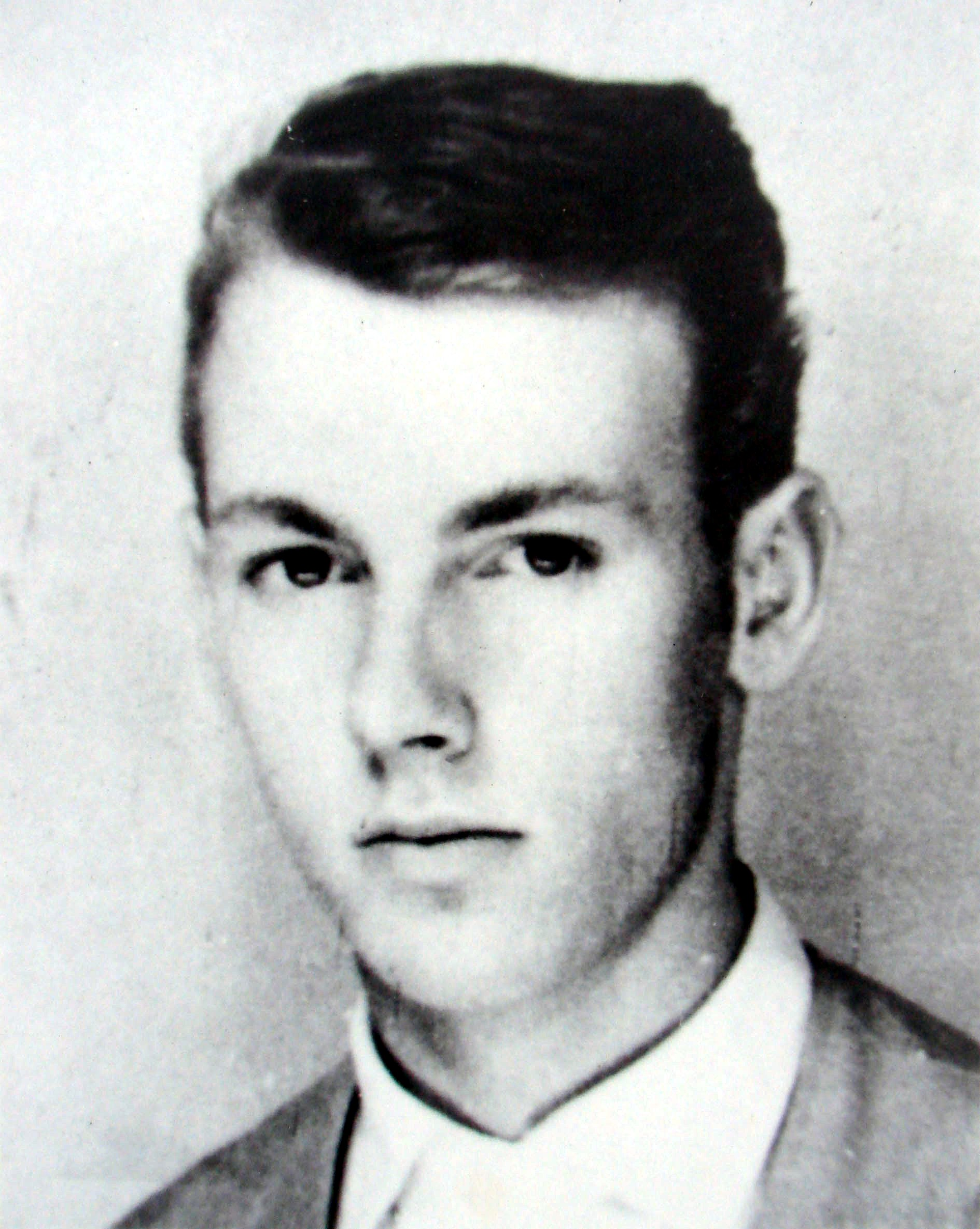
Peter Fechter (1944–1962)

- Fechter, Rudolf (1912–1990), deutscher Diplomat
- Fechter, Werner (1910–1994), deutscher Germanist
- Fechtig von Fechtenberg, Ferdinand (1756–1837), Jurist und österreichischer Beamter
- Fechtig, Bernhard (* 1993), österreichischer Eishockeyspieler
- Fechtig, Hugo (1929–2025), deutscher Physiker
- Fechtig, Robert (1931–2022), Schweizer Bauingenieur und Hochschullehrer
- Fechtner, Gabi (* 1977), deutsche Parteivorsitzende der MLPDGabi Fechtner (* 1977)

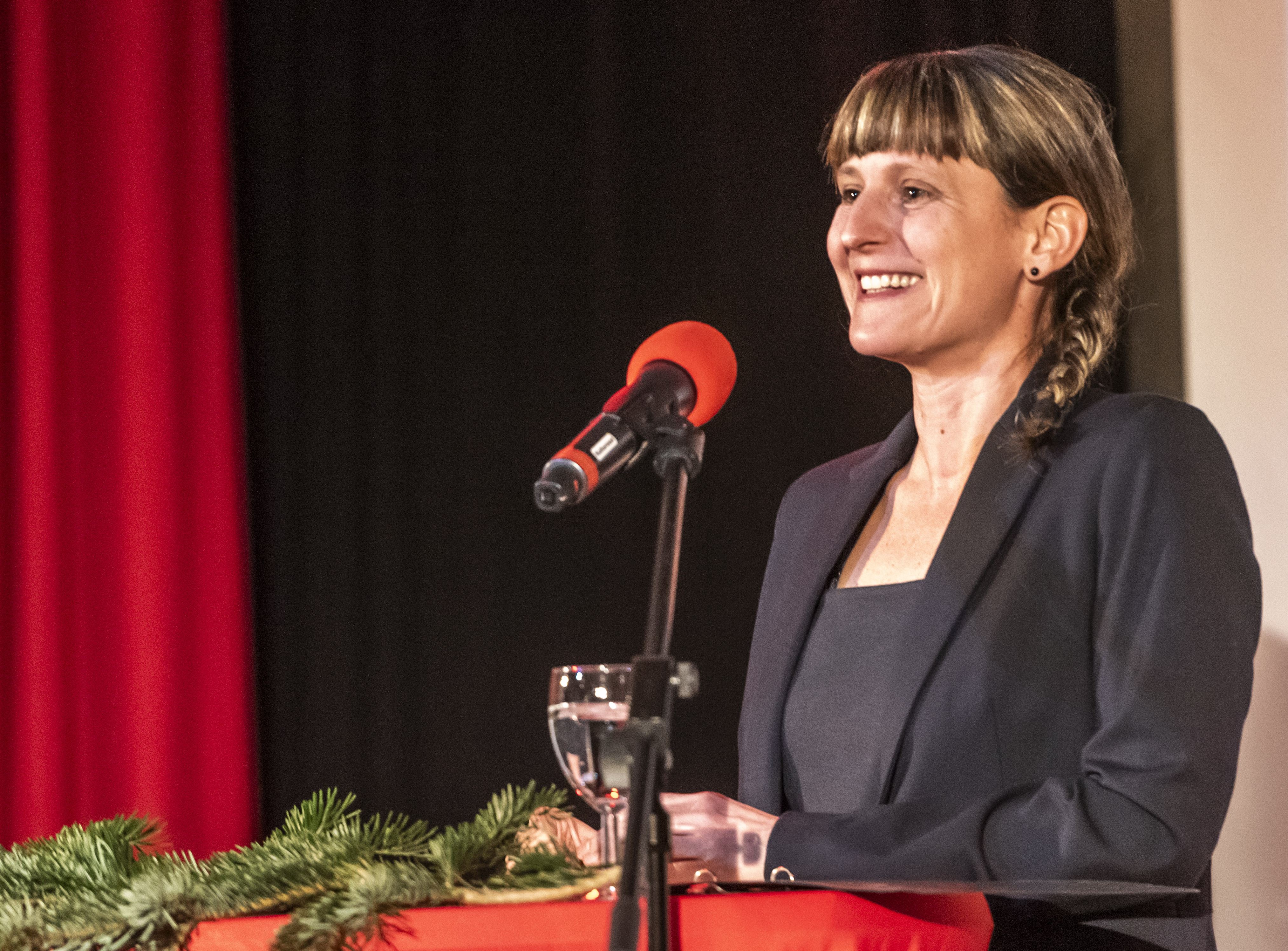
Gabi Fechtner (* 1977)

- Fechtner, Kristian (* 1961), deutscher evangelischer Theologe
- Fechtrup, Hermann (1928–2020), deutscher Politiker (CDU) und Oberstadtdirektor von Münster (Westfalen)

### Feci
- Fecia di Cossato, Carlo (1908–1944), italienischer Marineoffizier

### Feck
- Feck, Gerhard, deutscher Sportwissenschaftler und Volleyballtrainer
- Feck, René (1918–1944), luxemburgisch-belgischer römisch-katholischer Geistlicher und Märtyrer
- Feck, Stephan (* 1990), deutscher Wasserspringer
- Fecker, Andreas (* 1950), deutscher Schriftsteller
- Fecker, Björn (* 1977), deutscher Politiker (Bündnis 90/Die Grünen), MdBB
- Fecker, Robert (1895–1982), deutscher Jurist und Landrat
- Feckert, Gustav (1820–1899), deutscher Maler und Lithograf
- Feckes, Carl (1894–1958), deutscher katholischer Theologe
- Feckl, Franz (* 1955), deutscher Koch
- Fecková, Dana (* 1987), slowakische Fußballspielerin
- Feckter, Vinzenz (1847–1916), Fotograf

### Fect
- Fecteau, Clément (1933–2017), kanadischer Geistlicher, römisch-katholischer Bischof von Sainte-Anne-de-la-Pocatière

### Fecu
- Fečur, Gašper (* 1977), slowenischer Squashspieler